# Caramel

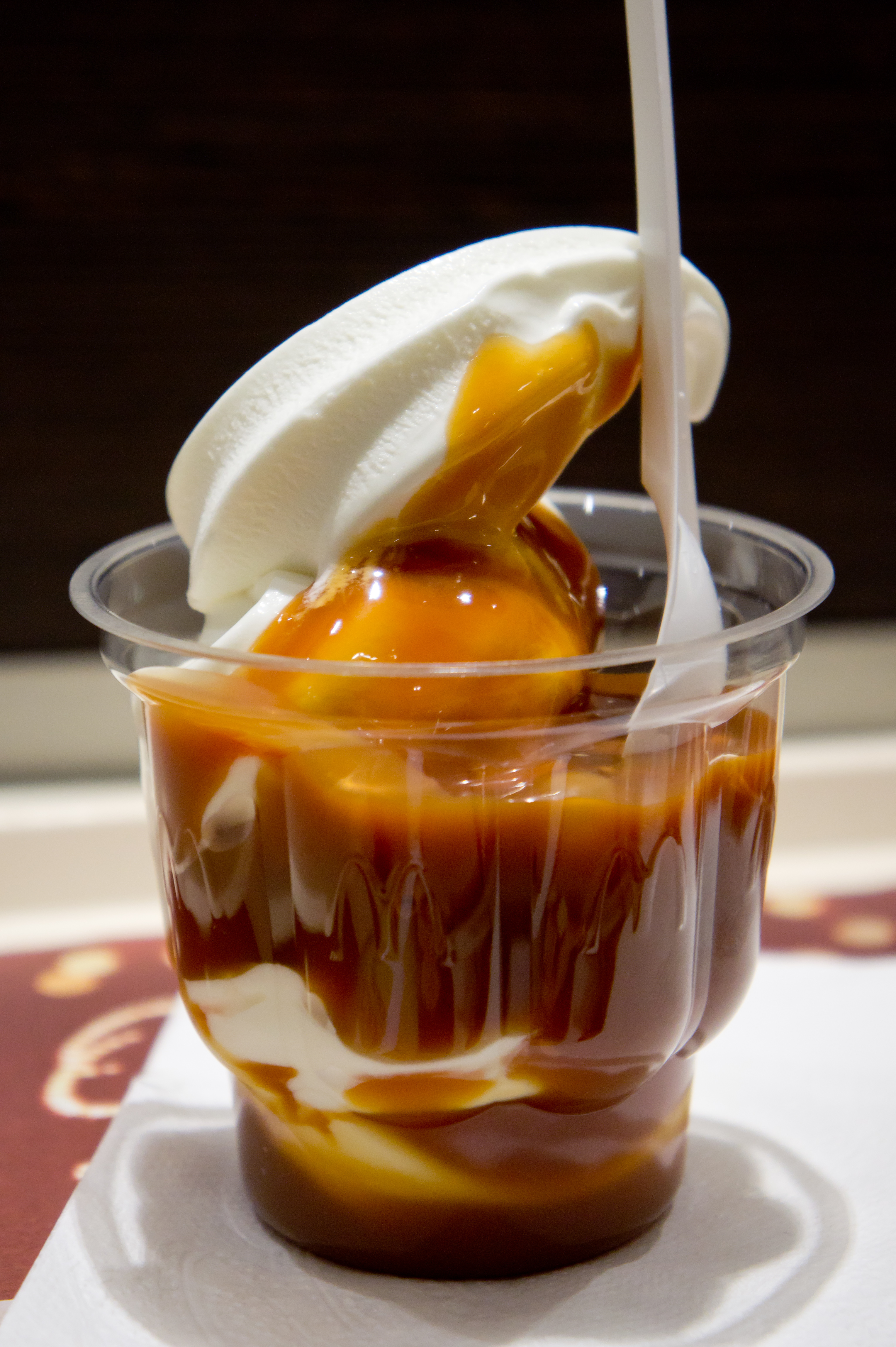
Nước caramel màu nâu sánh đặc trưng

Caramel, còn gọi nước hàng, đường thắng hay kẹo đắng, là loại nước có màu nâu, thu được bằng cách đun nóng các loại đường. Nước caramel được dùng để tạo hương vị cho các loại bánh (bánh flan, bánh trứng), kẹo, kem lạnh hoặc dùng trong chế biến một số món ăn châu Á như thịt kho, cá kho...
Quá trình caramel hóa xảy ra khi gia nhiệt chậm các loại đường ở nhiệt độ khoảng 170 °C (340 °F). Khi đường tan chảy, các phân tử bị phá vỡ và tái tạo thành các hợp chất có màu sắc và hương vị đặc trưng.

## Hóa học
Caramel hóa là việc loại bỏ nước khỏi đường, dẫn đến đồng phân hóa và trùng hợp đường thành các hợp chất cao phân tử. Các hợp chất như difructoza-anhydrid có thể được tạo ra từ các monosacarit sau khi mất nước. Các phản ứng phân mảnh tạo nên các hợp chất phân tử lượng thấp dễ bay hơi và có thể tạo hương vị. Phản ứng trùng hợp tạo thành các hợp chất cao phân tử sẽ làm cho sản phẩm có màu nâu đậm.

## Chất tạo màu caramel
Chất tạo màu caramel (150/E150) là chất lỏng, đậm đặc, màu nâu đậm, vị đắng thu được từ phản ứng caramel hóa đường và được đóng chai để dùng trong công nghiệp thực phẩm. Các loại đồ uống như nước cola sử dụng màu caramel.